# William Thomas Quick
William Thomas "Bill" Quick, que às vezes escreve sob o pseudônimo de Margaret Allan, é um escritor de ficção científica. Quick é autor de 28 romances, o mais famoso dos quais é o cyberpunk Dreams of Flesh and Sand, e co-autor de um série de seis romances, com William Shatner.